# Leucauge quadripenicillata
Leucauge quadripenicillata este o specie de păianjeni din genul Leucauge, familia Tetragnathidae. A fost descrisă pentru prima dată de Hasselt, 1893. Conform Catalogue of Life specia Leucauge quadripenicillata nu are subspecii cunoscute.